# خیابان میرزای شیرازی
خیابان میرزای شیرازی (با نام پیشین خیابان نادرشاه) خیابانی شمالی - جنوبی در مرکز شهر تهران است که به خیابان‌های کریم‌خان در جنوب و شهید مطهری (تخت طاووس سابق) در شمال منتهی می‌شود.
عمده شهرت این خیابان به فروشگاه‌های متعدد عروسک‌فروشی آن است. در ماه دسامبر که مسیحیان به استقبال سال نو میلادی می‌روند خیابان میرزای شیرازی۳ به بازار کریسمس تبدیل می‌شود و بسیاری از فروشگاه‌های آن به عرضه درختان کاج، گوی‌های رنگی، ریسه، بابانوئل‌های عروسکی، آدم‌برفی می‌پردازند و به این خیابان رنگ شاد می‌پاشند.
از دیگر جاذبه‌های این خیابان می‌توان به کافه‌ها، رستوران‌ها، قنادی‌ها، ساندویچی‌ها و عروسک‌فروشی‌های فراوانش اشاره کرد. در روزهای ولنتاین عروسک‌فروشی‌های خیابان میرزای شیرازی به فروش اجناسی مربوط به این روز می‌پردازند. قنادی طلایی و ساندویچی طلایی دو فروشگاه پررفت‌وآمد در این خیابان است.
مرکز موسیقی بتهوون که قدیمی‌ترین فروشگاه موسیقی در ایران است نیز در میانه خیابان میرزای شیرازی قرار دارد. این فروشگاه سال ۱۳۳۲ با نام صفحه‌فروشی بتهوون به دست کریم چمن‌آرا و برادرانش افتتاح شد و تا سال‌ها به‌عنوان مهم‌ترین مرکز توزیع محصولات فرهنگی مرتبط با موسیقی شناخته می‌شد. اکنون این مرکز به موزه تبدیل شده‌است.
خیابان میرزای شیرازی یکی از مراکز مهم زندگی ارامنه تهران است و علاوه بر سکونت آن‌ها در این محله، برخی از فروشگاه‌های این خیابان توسط ارامنه مدیریت می‌شوند.